# ویل تیکستون
ویل تیکستون (انگلیسی: Will Theakston؛ زادهٔ ۴ اکتبر ۱۹۸۴) یک هنرپیشه اهل بریتانیا است. 
از فیلم‌ها یا برنامه‌های تلویزیونی که وی در آن نقش داشته است می‌توان به هری پاتر و سنگ جادو اشاره کرد.